# American Tree Farm System
Pour les articles homonymes, voir ATFS.
La certification sylvicole ATFS (American Tree Farm System)

## Origine
La notion et le terme Tree farming, ainsi que l'idée de les associer à un label sont nés aux États-Unis dans les années 1940.
Il s'agissait pour les propriétaires forestiers privés de répondre aux critiques croissante du public qui les accusait déjà de couper ou laisser couper les arbres à une vitesse et ampleur dépassant les possibilités de renouvellement de la forêt, sans même reboiser, ce qui entrainait outre une dégradation du paysage, de l'eau, de l'air (cf. érosion hydraulique et éolienne), un recul manifeste de la faune (disparition du gibier, du saumon dans les cours d'eau devenus turbides et/ou envasés par les coulées de boue). Certains s'émouvaient aussi du fait que les populations locales et autochtones amérindiennes perdaient des ressources alimentaires ancestrales (chasse, pêche, écorce de bouleau, fruits et champignons des bois…)
L'ancêtre des écolabels ?

L'ATFS est un label qui a d'abord voulu montrer montre au public que certains forestiers pouvaient cultiver la forêt en replantant ce qu’ils avaient coupé, sans ensuite nécessairement affecter d'autres forêts, notamment forêts primaires tempérées déjà relictuelles à cette époque aux États-Unis. 
 Le label a d'abord et surtout été utilisé pour certifier des monocultures de résineux, peupliers ou des cultures de sapins de Noël.
C'est en 1941 que la première « ferme d'arbre » a été labellisée dans l'État de Washington.
D'autres propriétaires forestiers ont ensuite adopté le label en Californie, puis dans 46 États. Et le concept fera école ailleurs avec plus ou moins de succès pour les cultures d’hévéa, eucalyptus ou palmier à huile…
Si la notion de durabilité a été affirmée dès 1941, celle de soutenabilité n'est apparue que dans les années 1990 face aux remarques des scientifiques qui ont montré que des alignements monospécifiques de clones de même classe d’âge produisaient un agrosystème extrêmement appauvri et fragile, très éloigné des riches écosystèmes forestiers.

## Vérification
Une inspection de la forêt est faite tous les 5 ans.

## Le logo

logo de la certification ATFS

Dans une forme ronde inscrite dans un carré est inscrit « certified TREE FARM »
Sur chacun des côtés du logo carré qui contient ce rond sont inscrits 4 mots résumant les priorités du label. :
Water (eau)
Wildlife (vie sauvage)
Recreation (loisirs)
Wood (bois)

## Au-delà de l'exploitation commerciale
Le label a été explicitement ouvert aux propriétaires qui ne veulent pas couper leurs arbres, à condition que leur boisement ait une vocation récréative ou de protection de l'eau ou de la biodiversité. Ceci a accru la sympathie du public pour le label, mais on ignore le % de la surface certifiée ainsi gérée.

## Critiques
Peu à peu, la biodiversité, puis la composante aménitaire (loisirs, écotourisme, belle nature, Wilderness, concepts importants aux États-Unis..) ont pris au sein de l’ATFS de l'importance par rapport à la renouvelabilité par replantation, sans toutefois d'exigence précise sur la naturalité ou la diversité génétique. La biodiversité elle-même a pris une importance croissante, mais elle reste pour certains propriétaires une notion floue ou réduite au mieux au gibier, au poisson et aux champignons).

On a reproché à ce label et à d'autres d’avoir d'abord été fait par des propriétaires pour des propriétaires, ainsi que de certifier une grande variété de gestion, de qualité très inégale, du plus intensif à des boisements où la nature laissée à elle-même.
Ce label n'impose en effet pas de seuils, d'indicateurs ou d'objectifs précis ou chiffrés, ni ne prend en compte les droits ancestraux de populations amérindiennes ou inuit.

L'inspection quinquennale de la forêt est faite par un des 4 400 inspecteurs forestiers volontaires de l’association (volunteer inspecting foresters), mais ces inspecteurs, s’ils présentent l’avantage de ne pas être payés peuvent-ils être considérés comme "indépendants" ?

Le label veut garantir le respect de normes internes, et s’appuie sur une sorte de règle commune et un guide de bonnes pratiques (standards and guidelines), mais ce cadre est jugé très sommaire par les détracteurs du label. Certains s’étonnent aussi du sponsoring de BASF, devenu l’un des grands producteurs de pesticides, dont certains utilisés pour la culture des arbres.
Le forestier doit décrire ses ressources (bois et dérivés du bois, habitats de la faune sauvage, qualité de l'eau, récréation, et « autres » (sites remarquables, habitats piscicoles..), dresser un état des lieux, une cartographie, la liste des enjeux et actions prioritaires (incluant le reboisement) et indiquer la liste des actions effectuées. Mais les indicateurs scientifiques précis manquent, tout comme les obligations de résultat ou de preuves.

## Évolution
En 2001, un autre label, le PEFC a invité les forestiers américains à le rejoindre, envisageant une reconnaissance mutuelle avec SFI et ATFS pour faire contrepoids à l'écolabel forestier FSC que beaucoup d'associations de propriétaires forestiers ont d'abord jugé trop exigeant, même s’il semble largement plébiscité par le grand public, les acheteurs et des ONG environnementales internationales.
En 2001, l'ATFS a signé un accord de reconnaissance mutuelle avec le SFI et s'est fait auditer par Price Waterhouse pour envisager une reconnaissance mutuelle avec d'autres labels, dont PEFC (acquise le 19 juillet 2001).
l'ATFS a fait l'objet d'une étude du groupe indépendant Meridian Institute et d'un panel d'expert pour le comparer avec le DFI et le FSC. (source : AFOCEL, infobrève 29).